# Yukidori Ike
Yukidori Ike (japanisch 雪鳥池 ‚Schneesturmvogelsee‘) ist ein kleiner See an der Prinz-Harald-Küste des ostantarktischen Königin-Maud-Lands. Im südzentralen Teil der Langhovde liegt er gemeinsam mit dem Higasi-yukidori Ike im Snøfugldalen.
Vermessungen und Luftaufnahmen nahmen Teilnehmer einer von 1957 bis 1962 durchgeführten japanischen Antarktisexpedition vor. Japanische Wissenschaftler benannten ihn 1973.